# R3 (アルバム)
『R3』は、RYUKYUDISKOのインディーズ時代のレア音源、未発表曲などを収録したコンセプトアルバムである。

## 概要
- 本作は石野卓球が主宰するレーベル『Platik』在籍時代の未発表曲やアナログ収録曲を収録している。
- 本作がインディーズ最後のアルバムであり、メジャー初アルバムである『INSULARHYTHM』と同時リリースである。
- 収録曲の大半はインディーズ時代の曲のリミックス曲であり、国内外のリミキサー陣が参加している。

## 収録曲
1. TIDA NU YURU (Ken Ishii Remix)
  - ケン・イシイによるリミックス。
2. Uchina Experience(SECRET CINEMA Remix)
  - オランダのテクノミュージシャンSECRET CINEMAによるリミックス。
3. RYUKYU DENBU(DISCO TWINS MO ASHIBI RECHAMPLOO)
  - KAGAMIとDJ TASAKAによるテクノユニットDISCO TWINSによるリミックス。
4. RAINY SEASON(TOBY 2007 RMX)
  - TOBYによるリミックス。
5. Fascinating Instruments(Bass Alive Remix)
  - HIFANAによるリミックス。
6. STORMY ACID feat.Takkyu Ishino
  - 石野卓球とのコラボ曲。
7. Fight For Beat(HIROKI ESASHIKA Remix)
  - HIROKI ESASHIKAによるリミックス。
8. LEQULICKDUB(Jah Disco Remix)
  - KARAFUTO（田中フミヤ）によるリミックス。
9. Surfin' Japan Experience(Takashi's 2nd impression)
  - 渡部高士によるリミックス。
10. RKD TEKNO(Felix Kroecher Remix)
  - ドイツのハード・テクノミュージシャンFelix Kroecherによるリミックス。
11. EisaFire
12. WIRE MATSURI 06(07 EDIT)
  - WIRE 06のコンピレーションアルバムに収録された曲の別バージョン。